# The First Japan Arena Tour „Shinee World 2012”
The First Japan Arena Tour „Shinee World 2012” – pierwsza japońska trasa koncertowa południowokoreańskiego zespołu SHINee, promowała pierwszy japoński album THE FIRST. Trasa zaczęła się 25 kwietnia 2012 roku koncertem w Fukuoce i zakończyła 1 lipca 2012 roku w Hiroszimie. Składała się z 20 koncertów w 7 miastach.
24 grudnia 2011 roku ogłoszono, że pierwsza japońska trasa SHINee, zatytułowana The First Japan Arena Tour „Shinee World 2012”, rozpocznie się 25 kwietnia 2012 roku. W związku z ogromnym popytem na bilety podczas poprzedniej trasy, 13 lutego 2012 roku poinformowano o sześciu dodatkowych koncertach (1 koncertem w Nagoi, 3 w Osace oraz 2 w Tokio). Ze względu na to, że bilety na dodatkowe koncerty zostały również wyprzedane, i niemalejące zainteresowanie udostępniono dodatkowe miejsca.

## Lista koncertów
| Data             | Obiekt                    | Miasto    | Kraj    |
| ---------------- | ------------------------- | --------- | ------- |
| 25 kwietnia 2012 | Marine Messe Fukuoka      | Fukuoka   | Japonia |
| 29 kwietnia 2012 | Makomanai Ice Arena       | Sapporo   | Japonia |
| 3 maja 2012      | Nippon Gaishi Hall        | Nagoja    | Japonia |
| 4 maja 2012      | Nippon Gaishi Hall        | Nagoja    | Japonia |
| 5 maja 2012      | Nippon Gaishi Hall        | Nagoja    | Japonia |
| 8 maja 2012      | Osaka-jō Hall             | Osaka     | Japonia |
| 9 maja 2012      | Osaka-jō Hall             | Osaka     | Japonia |
| 10 maja 2012     | Osaka-jō Hall             | Osaka     | Japonia |
| 12 maja 2012     | World Memorial Hall       | Kobe      | Japonia |
| 13 maja 2012     | World Memorial Hall       | Kobe      | Japonia |
| 26 maja 2012     | Osaka-jō Hall             | Osaka     | Japonia |
| 27 maja 2012     | Osaka-jō Hall             | Osaka     | Japonia |
| 30 maja 2012     | Yoyogi National Gymnasium | Tokio     | Japonia |
| 31 maja 2012     | Yoyogi National Gymnasium | Tokio     | Japonia |
| 2 czerwca 2012   | Yoyogi National Gymnasium | Tokio     | Japonia |
| 3 czerwca 2012   | Yoyogi National Gymnasium | Tokio     | Japonia |
| 23 czerwca 2012  | Yoyogi National Gymnasium | Tokio     | Japonia |
| 24 czerwca 2012  | Yoyogi National Gymnasium | Tokio     | Japonia |
| 30 czerwca 2012  | Hiroshima Green Arena     | Hiroszima | Japonia |
| 1 lipca 2012     | Hiroshima Green Arena     | Hiroszima | Japonia |